# Elecciones municipales de 2019 en Tenerife
Las Elecciones Municipales de 2019 en la isla de Tenerife se celebraron el 26 de mayo de 2019, juntamente con las elecciones europeas, las del parlamento de Canarias y los cabildos insulares. En estas elecciones se eligieron los alcaldes de los 31 municipios que componen la isla de Tenerife.

## Resumen de alcaldías

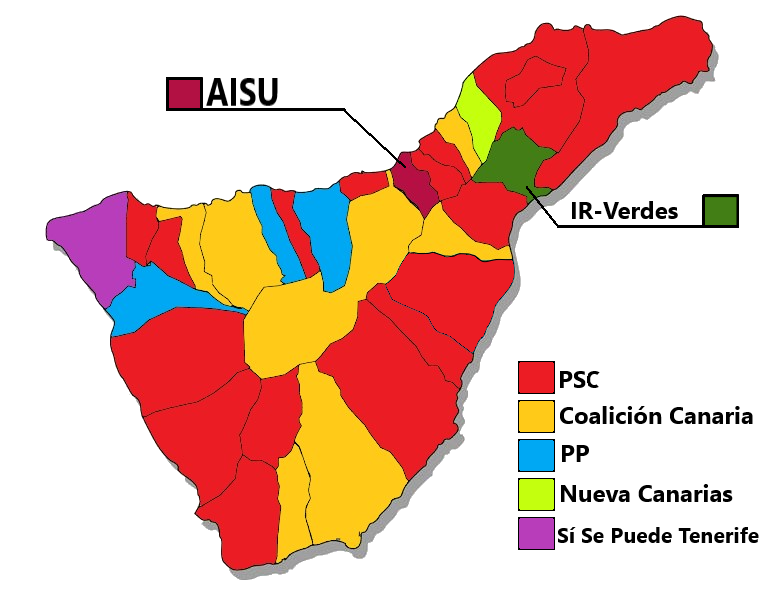
Alcaldías obtenidas por los diferentes partidos políticos después de las elecciones municipales de 2019 en Tenerife.

| Municipio                  | Con | 2019                                           | 2020                                           | 2021                                           | 2022                                           | 2023                                           |
| -------------------------- | --- | ---------------------------------------------- | ---------------------------------------------- | ---------------------------------------------- | ---------------------------------------------- | ---------------------------------------------- |
| Santa Cruz de Tenerife     | 27  | Patricia Hernández (PSOE-Cs-UP)                | Patricia Hernández (PSOE-Cs-UP)                | José Manuel Bermúdez (CC-PP)                   | José Manuel Bermúdez (CC-PP)                   | José Manuel Bermúdez (CC-PP)                   |
| San Cristóbal de La Laguna | 27  | Luis Yeray Gutiérrez (PSOE-UP/SSP-Avante)      | Luis Yeray Gutiérrez (PSOE-UP/SSP-Avante)      | Luis Yeray Gutiérrez (PSOE-UP/SSP-Avante)      | Luis Yeray Gutiérrez (PSOE-UP/SSP-Avante)      | Luis Yeray Gutiérrez (PSOE-UP/SSP-Avante)      |
| Arona                      | 25  | José Julián Mena (PSOE)                        | José Julián Mena (PSOE)                        | José Julián Mena (PSOE)                        | José Julián Mena (PSOE)                        | José Julián Mena (PSOE)                        |
| Adeje                      | 21  | José Miguel Rodríguez Fraga (PSOE)             | José Miguel Rodríguez Fraga (PSOE)             | José Miguel Rodríguez Fraga (PSOE)             | José Miguel Rodríguez Fraga (PSOE)             | José Miguel Rodríguez Fraga (PSOE)             |
| Candelaria                 | 21  | María Concepción Brito (PSOE)                  | María Concepción Brito (PSOE)                  | María Concepción Brito (PSOE)                  | María Concepción Brito (PSOE)                  | María Concepción Brito (PSOE)                  |
| Granadilla de Abona        | 21  | José Domingo Regalado (CC-PP)                  | José Domingo Regalado (CC-PP)                  | José Domingo Regalado (CC-PP)                  | José Domingo Regalado (CC-PP)                  | José Domingo Regalado (CC-PP)                  |
| Guía de Isora              | 21  | Josefa Mesa (PSOE)                             | Josefa Mesa (PSOE)                             | Josefa Mesa (PSOE)                             | Josefa Mesa (PSOE)                             | Josefa Mesa (PSOE)                             |
| Icod de los Vinos          | 21  | Francis González (CC-Cs)                       | Francis González (CC-Cs)                       | Francis González (CC-Cs)                       | Francis González (CC-Cs)                       | Francis González (CC-Cs)                       |
| La Orotava                 | 21  | Francisco Linares (CC)                         | Francisco Linares (CC)                         | Francisco Linares (CC)                         | Francisco Linares (CC)                         | Francisco Linares (CC)                         |
| Los Realejos               | 21  | Manuel Domínguez (PP)                          | Manuel Domínguez (PP)                          | Manuel Domínguez (PP)                          | Adolfo González (PP)                           | Adolfo González (PP)                           |
| Puerto de la Cruz          | 21  | Marco González (PSOE-ACP)                      | Marco González (PSOE-ACP)                      | Marco González (PSOE-ACP)                      | Marco González (PSOE-ACP)                      | Marco González (PSOE-ACP)                      |
| Tacoronte                  | 21  | José Daniel Díaz (NCa)                         | José Daniel Díaz (NCa)                         | José Daniel Díaz (NCa)                         | José Daniel Díaz (NCa)                         | José Daniel Díaz (NCa)                         |
| El Rosario                 | 17  | Escolástico Gil (IR/LV-SSP)                    | Escolástico Gil (IR/LV-SSP)                    | Escolástico Gil (IR/LV-SSP)                    | Escolástico Gil (IR/LV-SSP)                    | Escolástico Gil (IR/LV-SSP)                    |
| Güímar                     | 17  | Airam Puerta (PSOE-CC)                         | Airam Puerta (PSOE-CC)                         | Airam Puerta (PSOE-CC)                         | Gustavo Pérez (CC-PSOE)                        | Gustavo Pérez (CC-PSOE)                        |
| San Miguel de Abona        | 17  | Arturo González (CC)                           | Arturo González (CC)                           | Arturo González (CC)                           | Arturo González (CC)                           | Arturo González (CC)                           |
| Santa Úrsula               | 17  | Juan Manuel Acosta (AISU)                      | Juan Manuel Acosta (AISU)                      | Juan Manuel Acosta (AISU)                      | Juan Manuel Acosta (AISU)                      | Juan Manuel Acosta (AISU)                      |
| Santiago del Teide         | 17  | Emilio José Navarro (PP)                       | Emilio José Navarro (PP)                       | Emilio José Navarro (PP)                       | Emilio José Navarro (PP)                       | Emilio José Navarro (PP)                       |
| Tegueste                   | 17  | Ana Rosa Mena (PSOE-SSP-UP-Ahora Tegueste/NCa) | Ana Rosa Mena (PSOE-SSP-UP-Ahora Tegueste/NCa) | Ana Rosa Mena (PSOE-SSP-UP-Ahora Tegueste/NCa) | Ana Rosa Mena (PSOE-SSP-UP-Ahora Tegueste/NCa) | Ana Rosa Mena (PSOE-SSP-UP-Ahora Tegueste/NCa) |
| Arafo                      | 13  | Juan Ramón Martín (AI Arafo/CC)                | Juan Ramón Martín (AI Arafo/CC)                | Juan Ramón Martín (AI Arafo/CC)                | Juan Ramón Martín (AI Arafo/CC)                | Juan Ramón Martín (AI Arafo/CC)                |
| Arico                      | 13  | O. Delgado (PSOE-PA)                           | Sebastián Martín (Primero Arico-CC-PP)         | Sebastián Martín (Primero Arico-CC-PP)         | Sebastián Martín (Primero Arico-CC-PP)         | Sebastián Martín (Primero Arico-CC-PP)         |
| El Sauzal                  | 13  | Mariano Pérez (CC)                             | Mariano Pérez (CC)                             | Mariano Pérez (CC)                             | Mariano Pérez (CC)                             | Mariano Pérez (CC)                             |
| Garachico                  | 13  | José Heriberto González (CC)                   | José Heriberto González (CC)                   | José Heriberto González (CC)                   | José Heriberto González (CC)                   | José Heriberto González (CC)                   |
| La Guancha                 | 13  | Antonio Hernández (PP)                         | Antonio Hernández (PP)                         | Antonio Hernández (PP)                         | Antonio Hernández (PP)                         | Antonio Hernández (PP)                         |
| La Matanza de Acentejo     | 13  | Ignacio Rodríguez (PSOE)                       | Ignacio Rodríguez (PSOE)                       | Ignacio Rodríguez (PSOE)                       | Ignacio Rodríguez (PSOE)                       | Ignacio Rodríguez (PSOE)                       |
| La Victoria de Acentejo    | 13  | Juan Antonio García Abreu (PSOE)               | Juan Antonio García Abreu (PSOE)               | Juan Antonio García Abreu (PSOE)               | Juan Antonio García Abreu (PSOE)               | Juan Antonio García Abreu (PSOE)               |
| San Juan de la Rambla      | 13  | Fidela Velázquez (PSOE-CC)                     | Fidela Velázquez (PSOE-CC)                     | Jesus Ezequiel Domínguez (PSOE-CC)             | Jesus Ezequiel Domínguez (PSOE-CC)             | Jesus Ezequiel Domínguez (PSOE-CC)             |
| Buenavista del Norte       | 11  | Antonio González Fortes (SSP-CC)               | Antonio González Fortes (SSP-CC)               | Antonio González Fortes (SSP-CC)               | Antonio González Fortes (SSP-CC)               | Antonio González Fortes (SSP-CC)               |
| El Tanque                  | 11  | Román Martín (PSOE)                            | Román Martín (PSOE)                            | Román Martín (PSOE)                            | Mª Esther Morales (PSOE)                       | Mª Esther Morales (PSOE)                       |
| Fasnia                     | 11  | Damián Pérez Viera (PSOE)                      | Damián Pérez Viera (PSOE)                      | Damián Pérez Viera (PSOE)                      | Luis Javier González (PSOE)                    | Luis Javier González (PSOE)                    |
| Los Silos                  | 11  | Macarena Fuentes (CC-PP)                       | Macarena Fuentes (CC-PP)                       | Macarena Fuentes (CC-PP)                       | Macarena Fuentes (CC-PP)                       | Macarena Fuentes (CC-PP)                       |
| Vilaflor de Chasna         | 9   | Agustina Beltrán (PSOE)                        | Agustina Beltrán (PSOE)                        | Agustina Beltrán (PSOE)                        | Agustina Beltrán (PSOE)                        | Agustina Beltrán (PSOE)                        |

## Participación de los partidos políticos

### Candidaturas por municipios
| Municipio                  | PSOE | CC |    | Nca | UP · Logo Sí se puede |    |    |
| -------------------------- | ---- | -- | -- | --- | --------------------- | -- | -- |
| Santa Cruz de Tenerife     | GO   | OP | OP | SR  | GO                    | GO | SR |
| San Cristóbal de La Laguna | GO   | OP | OP | SR  | GO                    | OP | SR |
| Arona                      | MA   | OP | OP | NP  | OP                    | OP | NP |
| Granadilla de Abona        | OP   | GO | GO | NP  | NP                    | OP | NP |
| Adeje                      | MA   | OP | OP | NP  | OP                    | SR | NP |
| La Orotava                 | OP   | MA | OP | NP  | OP                    | SR | NP |
| Los Realejos               | OP   | OP | MA | SR  | SR                    | SR | NP |
| Puerto de La Cruz          | GO   | OP | OP | SR  | GO                    | SR | NP |
| Candelaria                 | MA   | OP | OP | SR  | OP                    | OP | NP |
| Tacoronte                  | GO   | OP | OP | GO  | GO                    | OP | NP |
| Icod de los Vinos          | OP   | GO | OP | OP  | NP                    | GO | NP |
| Guía de Isora              | MA   | OP | OP | NP  | NP                    | SR | NP |
| San Miguel de Abona        | OP   | MA | OP | NP  | NP                    | OP | NP |
| Güímar                     | GO   | GO | OP | SR  | OP                    | OP | NP |
| El Rosario                 | OP   | OP | OP | NP  | GO                    | OP | NP |
| Santa Úrsula               | OP   | NP | OP | SR  | NP                    | SR | NP |
| Tegueste                   | GO   | OP | OP | GO  | GO                    | OP | NP |
| Santiago del Teide         | OP   | OP | MA | NP  | NP                    | NP | NP |
| La Victoria                | MA   | OP | OP | SR  | NP                    | SR | NP |
| La Matanza                 | MA   | SR | OP | NP  | NP                    | NP | NP |
| Arico                      | OP   | GO | GO | NP  | NP                    | SR | NP |
| Arafo                      | OP   | MA | OP | NP  | NP                    | SR | NP |
| La Guancha                 | OP   | OP | MA | NP  | NP                    | NP | NP |
| Garachico                  | OP   | MA | OP | NP  | NP                    | NP | NP |
| San Juan de la Rambla      | GO   | OP | OP | NP  | GO                    | SR | NP |
| Buenavista del Norte       | GO   | OP | NP | NP  | GO                    | NP | NP |
| Los Silos                  | OP   | GO | GO | NP  | NP                    | NP | NP |
| Fasnia                     | MA   | OP | SR | NP  | NP                    | SR | NP |
| El Tanque                  | MA   | OP | SR | OP  | NP                    | SR | NP |
| Vilaflor                   | MA   | OP | NP | NP  | NP                    | NP | NP |

En datos generales, se observa que el poder municipal en la isla de Tenerife lo ostentan dos grandes partidos: PSC y Coalición Canaria, que gobiernan en 25 de los 31 municipios de la isla. El PSC tiene representación en todos los consistorios y gobierna en 9 de ellos bajo mayoría absoluta, mientras Coalición Canaria lo hace en 4 de ellos (La Orotava, San Miguel de Abona, Arafo y Garachico), el partido nacionalista tiene representación en todos los consistorios salvo en Santa Úrsula donde no se presentó en favor de AISU y en La Matanza donde pese a presentarse, se quedó sin representación
En el caso del PP, se presentó en gran parte de los municipios de la isla de Tenerife (29/31), obteniendo representación en la mayoría de ellos. Sin embargo, solo logró acceder a la alcaldía en 3 municipios (Los Realejos, Santiago del Teide y La Guancha) todos ellos bajo Mayoría absoluta.
Nueva Canarias se presentó bajo coaliciones electorales en diversos municipios de la isla, sin embargo esta fuerza política a penas obtuvo apoyo electoral, teniendo representación en tan solo 4 municipios, de los cuales gobierna en uno (Tacoronte) bajo un pacto en el que perderá la alcaldía en 2021 en favor del PSC.
Unidas Podemos y Sí se Puede se presentaron conjunto en varios municipios de la isla, pero tan solo llegaron a la alcaldía de Buenavista del Norte. Además ambos partidos han llegado a acuerdos de gobierno con formaciones de izquierdas como el PSC en diferentes municipios, es por ello que gobiernan en San Cristóbal de La Laguna, Puerto de La Cruz, Tacoronte y Tegueste sin ostentar directamente la alcaldía.
Por su parte, Ciudadanos se presentó en 24 de 31 municipios de la isla, pero obtuvo representación en tan solo 11, siendo la mayoría municipios del sur de la isla como Adeje, Candelaria o Güímar. Además gobierna conjuntamente sin ostentar la alcaldía en Icod de Los Vinos junto a Coalición Canaria. Su mayor hito en estas elecciones fue llegar a ser la fuerza más votada en Tacoronte con 7 de los 21 escaños en juego, sin embargo, el pacto de izquierda entre PSC, Nueva Canarias y Sí se Puede alejó a la candidata naranja, Virginia Bacallado de la alcaldía. Finalmente pese a presentarse en las principales ciudades de la isla, Vox no obtuvo representación política, tampoco en los consistorios del resto de isla ni en los cabildos insulares.

## Alcaldes salientes y alcaldes electos
| Municipio                  | Población (2019) | Alcalde saliente               | Partido | Partido       | Alcalde entrante               | Partido | Partido       | Notas  |
| -------------------------- | ---------------- | ------------------------------ | ------- | ------------- | ------------------------------ | ------- | ------------- | ------ |
| Santa Cruz de Tenerife     | 207.312          | José Manuel Bermúdez           |         | CC            | Patricia Hernández             |         | PSC           | [ 15 ] |
| San Cristóbal de La Laguna | 157.503          | José Alberto Díaz              |         | CC            | Luis Yeray                     |         | PSC           | [ 16 ] |
| Arona                      | 81.216           | José Julián Mena               |         | PSC           | José Julián Mena               |         | PSC           | [ 17 ] |
| Granadilla de Abona        | 50.146           | Francisco Jaime González Cejas |         | PSC           | José Domingo Regalado González |         | CC            | [ 17 ] |
| Adeje                      | 47.869           | José Miguel Fraga              |         | PSC           | José Miguel Fraga              |         | PSC           |        |
| La Orotava                 | 42.029           | Francisco Linares              |         | CC            | Francisco Linares              |         | CC            |        |
| Los Realejos               | 36.402           | Manuel Domínguez González      |         | PP            | Manuel Domínguez González      |         | PP            |        |
| Puerto de La Cruz          | 30 468           | Lope Afonso                    |         | PP            | Marco González                 |         | PSC           | [ 18 ] |
| Candelaria                 | 27.985           | Mari Brito                     |         | PSC           | Mari Brito                     |         | PSC           |        |
| Tacoronte                  | 24.134           | Álvaro Dávila                  |         | CC            | Daniel Díaz                    |         | Nca           |        |
| Icod de los Vinos          | 23.254           | José Ramón León                |         | SI-Nca        | Francis González               |         | CC            | [ 19 ] |
| Guía de Isora              | 21.368           | Pedro Martín                   |         | PSC           | Pedro Martín                   |         | PSC           | [ a ]  |
| San Miguel de Abona        | 20.886           | Arturo González                |         | CC            | Arturo González                |         | CC            |        |
| Güímar                     | 20.190           | Luisa Castro                   |         | PP            | Airam Puerta                   |         | PSC           | [ 20 ] |
| El Rosario                 | 17.370           | Escolástico Gil Hernández      |         | IR-Los Verdes | Escolástico Gil Hernández      |         | IR-Los Verdes | [ 21 ] |
| Santa Úrsula               | 14.679           | Juan Manuel Acosta Méndez      |         | AISU          | Juan Manuel Acosta Méndez      |         | AISU          |        |
| Tegueste                   | 11.294           | José Manuel Molina             |         | CC            | Ana Rosa Mena                  |         | PSC           | [ 22 ] |
| Santiago del Teide         | 11.111           | Emilio Navarro                 |         | PP            | Emilio Navarro                 |         | PP            | [ 23 ] |
| La Victoria                | 9.185            | José Haroldo Martín            |         | CC            | Juan Antonio Abreu             |         | PSC           |        |
| La Matanza                 | 9.061            | Ignacio Rodríguez Jorge        |         | PSC           | Ignacio Rodríguez Jorge        |         | PSC           |        |
| Arico                      | 7.988            | Elena Fumero                   |         | CC            | Olivia María Delgado Oval      |         | PSC           | [ b ]  |
| Arafo                      | 5.521            | José Juan Lemes                |         | CCN           | Juan Ramón Martín              |         | AIrafo-CC     | [ 24 ] |
| La Guancha                 | 5.520            | Antonio Hernández              |         | PP            | Antonio Hernández              |         | PP            | [ 25 ] |
| Garachico                  | 4.871            | José Heriberto                 |         | CC            | José Heriberto                 |         | CC            |        |
| San Juan de la Rambla      | 4.828            | Fidela Velázquez               |         | PSC           | Fidela Velázquez               |         | PSC           | [ 26 ] |
| Buenavista del Norte       | 4.778            | Eva María García               |         | PSC           | Antonio José González          |         | ASSPT         | [ 27 ] |
| Los Silos                  | 4.639            | Santiago Martín                |         | PSC           | Macarena Fuentes               |         | CC            | [ 28 ] |
| Fasnia                     | 2.786            | Damián Peréz                   |         | PSC           | Damián Pérez                   |         | PSC           |        |
| El Tanque                  | 2.763            | Román Antonio Martín           |         | PSC           | Román Antonio Martín           |         | PSC           | [ 29 ] |
| Vilaflor de Chasna         | 2.786            | Agustín Beltrán                |         | PSC           | Agustín Beltrán                |         | PSC           |        |